# Karl May
Karl Friedrich May (Ernstthal, 25 febbraio 1842 – Radebeul, 30 marzo 1912) è stato uno scrittore tedesco.
Karl May è stato uno degli scrittori tedeschi più popolari, noto soprattutto per i suoi romanzi di ambiente western e per quelli ambientati nel Medio e nell'Estremo Oriente; non mancarono peraltro nella sua produzione romanzi ambientati in Germania e nell'America Latina; scrisse anche libri di poesia ed alcune opere teatrali. Compose inoltre musica e suonava diversi strumenti; la sua versione musicale dell’Ave Maria divenne all'epoca molto conosciuta.

## Biografia

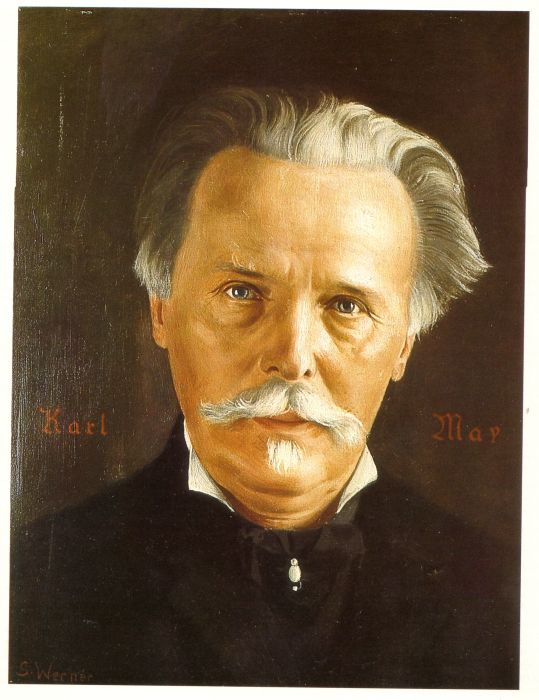
Ritratto di Karl May eseguito da Selmar Werner nel 1904 c.

May nacque in una famiglia povera di tessitori e, secondo la sua autobiografia, subito dopo la nascita soffrì di rachitismo e di problemi di vista, dovuti alla carenza di vitamine, recuperando quasi totalmente la sua capacità visiva attorno ai quattro o cinque anni di età. Dopo aver frequentato un istituto magistrale, divenne insegnante a Waldenburg e Plauen. L'insegnamento all'epoca non godeva di molto prestigio sociale ed era sottopagato, tuttavia la sua breve carriera come insegnante finì all'improvviso a causa dell'accusa di aver rubato un orologio da taschino al suo coinquilino nel 1863; May sostenne sempre che si trattava di una falsa accusa, tuttavia i suoi biografi non se ne dichiarano sicuri. In conseguenza di questo fatto, perse definitivamente la possibilità di insegnare, il che gli portò anche seri problemi nervosi. Negli anni successivi ebbe comportamenti determinati da un disturbo dissociativo dell'identità e venne imprigionato due volte per reati minori.
Durante la prigionia cominciò a scrivere, tuttavia per lungo tempo non ebbe alcun successo commerciale. La sua prima opera venne pubblicata nel 1875, ma fu soltanto nel 1892, con la pubblicazione del romanzo Winnetou I, che raggiunse il successo divenendo molto popolare. Nella sua carriera ha utilizzato diversi pseudonimi, come Capitan Ramon Diaz de la Escosura, M. Gisela, Hobble-Frank, Karl Hohenthal, D. Jam, Prinz Muhamel Lautréamont, Ernst von Linden, P. van der Löwen, Emma Pollmer (il vero nome della sua prima moglie; secondo la sua autobiografia, ella non fu mai a conoscenza degli scopi e dei contenuti dei suoi libri), Franz Langer. Oggi tutte le sue opere vengono comunque pubblicate con il suo nome reale. Se May abbia mai visitato gli Stati Uniti in gioventù non è certo, ma certamente fu in America nel 1908, molto tempo dopo aver scritto i libri che vi erano ambientati, non viaggiando in ogni caso più a occidente di Buffalo. Questa mancanza di conoscenza diretta venne tuttavia compensata dalla sua creatività e immaginazione, accompagnate dall'utilizzo di fonti come mappe, libri di viaggio e guide, e da studi linguistici e antropologici.

## Opere tradotte in italiano
- Nelle terre del profeta - Milano - Tip. Vecchi - 1934
- Il tesoro del Lago d'Argento, traduzione di Angelo Treves - Milano - Sonzogno - 1939, romanzo western
- La fattoria nel deserto: romanzo di avventure, traduzione di F. Federici - Milano - V. Bompiani e C. - 1955, romanzo western
- Le avventure di Mano-di-Ferro, traduzione di Rita Banti - Firenze - Salani - 1956, romanzo western
- I Figli del Sole (Das Vermächtnis des Inka) - Firenze - A. Salani - 1959, romanzo di avventure
- Mano-di-Ferro sul sentiero di guerra - Firenze - A. Salani - 1961, romanzo western
- L'invincibile Mano-di-Ferro, traduzione di R. Banti - Firenze - A. Salani - 1962, romanzo western
- I Figli del Sole (Das Vermächtnis des Inka) - Firenze - Salani - 1962, romanzo di avventure
- Manosicura in: giallo nel West, traduzione di F. Manci e M. De Nunzio - Catania - Edizioni Paoline - 1972, romanzo western
- Da Baghdad a Istanbul - Catania - Edizioni Paoline - 1972, romanzo di avventure
- Una battaglia nel deserto - Catania - Edizioni Paoline - 1973
- Gli adoratori del diavolo, traduzione di G. Cadeggianini - Catania - Edizioni Paoline - 1973
- Attraverso il deserto, traduzione di G. Cadeggianini - Catania - Edizioni Paoline - 1973
- La grotta dei gioielli, traduzione di Franco Manci - Catania - Edizioni Paoline - 1973, romanzo
- Il padre della sciabola, traduzione di G. Cadeggianini - Catania - Edizioni Paoline - 1973
- Il forestiero che venne dall'India, traduzione di C. Pasquale - Cinisello Balsamo - Edizioni Paoline - 1974, romanzo
- Li chiamavano il Trifoglio (Der Ölprinz, vol. 1) - traduzione di C. Lindt - Catania - Edizioni Paoline - 1974, romanzo western (vol. 1)
- Il Principe del Petrolio (Der Ölprinz, vol. 2) - traduzione di C. Lindt - Catania - Edizioni Paoline - 1974, romanzo western (vol. 2)
- Tre farabutti e un banchiere (Der Ölprinz, vol. 3) - traduzione di C. Lindt - Catania - Edizioni Paoline - 1974, romanzo western (vol. 3)
- Al crepaccio del traditore, traduzione di F. Manci - Catania - Edizioni Paoline - 1974, romanzo
- Nella Valle della Morte - Milano - Edizioni Paoline - 1977
- L'isola dei gioielli - Cinisello Balsamo - Edizioni Paoline - 1977, romanzo di avventure
- Il Fantasma della Macchia, traduzione di C. Danna - Roma - Edizioni Paoline - 1978, romanzo poliziesco
- Scettro e martello, traduzione di Carlo Danna - Roma - Edizioni Paoline - 1981, romanzo di avventure
- Cacciatori di uomini, traduzione di Tiziana Costa - Roma - Bariletti - 1990, romanzo di avventure
- L'uomo dal lungo fucile - Catania - edizioni Paoline - 1972-1973, romanzo western
- Alla torre di Babele. Fantasia araba in due atti, a cura di Di Mauro P. - Bonanno - 2012, teatro

## Citazioni e omaggi

### Letteratura
- Karl May viene nominato nel romanzo Auto da fé di Elias Canetti, in cui il libraio che vende a Fischerle un libro con le espressioni inglesi più correnti a metà prezzo, viveva, in tutti i sensi, dei libri d'avventure dello scrittore:

(Elias Canetti, Auto da fé, p. 387)
- Viene nominato anche da Magda Szabó in Per Elisa dove racconta di aver comunicato al suo editore che le chiedeva come avrebbe potuto renderla felice, che avrebbe desiderato tutte le opere di Karl May, che le furono appunto accordate, non senza una velata critica, non espressa, ma intuibile:

(Magda Szabò, Per Elisa)
- Viene citato da Piero Chiara nel racconto "Nelle Montagne Rocciose" contenuto nella raccolta "Di casa in casa, la vita" edito da Mondadori nel 1988.
- Viene citato in "Il padre di un assassino" di Alfred Andersch (Guanda, 1990) come autore preferito del protagonista quattordicenne (lo stesso Andersch, come dichiara nella Postfazione).
- Viene citato continuamente da Ivan Doig nel suo romanzo "L'ultima corriera per la saggezza".

### Giocattoli
- Una serie di soldatini Dom-Plastik sono ispirati alle opere di genere western di Karl May. Essa comprende i personaggi dei pellerossa e degli scout più celebri, tra cui Winnetou, Nscho-Tschi, Old Shatterhand e Old Surehand.[2]
- Una serie della linea di action figure Big Jim della Mattel è ispirata direttamente ai racconti di genere western del romanziere tedesco. La serie, che porta il nome Karl May, e che è stata distribuita in alcuni paesi europei, soprattutto Germania Ovest e Francia, tra il 1976 e il 1977, comprende i personaggi degli scout Old Shatterhand, Old Surehand e Old Firehand, dei pellerossa Winnetou, Bloody Fox e la squaw Nscho-Tschi. I primi due personaggi, Old Shatterhand e Winnitou, sono stati prodotti nel 1976, con le mani dritte, l'anno seguente vennero aggiunti tutti gli altri personaggi con mani prensili. La serie è stata distribuita altrove con altro nome e i personaggi ribattezzati diversamente, slegati dall'universo delle opere di Karl May.[3]

## Opere derivate
Le opere tratte dai racconti di Karl May o ispirate ad essi comprendono una vasta filmografia. I suoi personaggi principali sono stati resi popolari durante gli anni sessanta dagli attori Lex Barker, Pierre Brice, Gojko Mitic e Marie Versini.

### Cinema
- Die Teufelsanbeter (1920)
- Auf den Trümmern des Paradieses (1920)
- Die Todeskarawane (1920)
- Durch die Wüste (1936)
- La carovana delle schiave (1958)
- Il leone di Babilonia (1959)
- Il tesoro del lago d'argento (1962)
- Mit Karl May im Orient (1963)
- La valle dei lunghi coltelli (1963)
- Battaglia di Fort Apache (1964)
- Una carabina per Schut (1964)
- Giorni di fuoco (1964)
- Là dove scende il sole (1964)
- I violenti di Rio Bravo (1965)
- Viva Gringo (1965)
- Danza di guerra per Ringo (1965)
- Il giustiziere del Kurdistan (1965)
- Desperado Trail (1965)
- Surehand (1965)
- Guntar il temerario (1965)
- Il giorno più lungo di Kansas City (1966)
- Tempesta alla frontiera (1966)
- L'uomo dal lungo fucile (1968)
- Kara Ben Nemsi Effendi (1973)
- Karl May (1974)
- Präriejäger in Mexiko: Benito Juarez (1988)
- Präriejäger in Mexiko: Geierschnabel (1988)
- Die Spur führt zum Silbersee (1989)
- Karl May (1992)
- WinneToons - Die Legende vom Schatz im Silbersee (2009) film d'animazione

### Televisione
- Freispruch für Old Shatterhand - Ein Dokumentarspiel über den Prozeß Karl Mays gegen Rudolf Lebius (1962) film per la tv
- Das Vermächtnis des Inka (1974) film per la tv
- Winnetou le mescalero (1980) serie televisiva
- Das Buschgespenst (1986) film per la tv
- Karl-May-Spiele: Im Tal des Todes (2002) film per la tv
- Karl-May-Spiele: Old Surehand (2003) film per la tv
- Karl-May-Spiele: Unter Geiern - Der Sohn des Bärenjägers (2004) film per la tv
- Karl-May-Spiele: Winnetou I (2007) film per la tv
- Karl-May-Spiele: Winnetou und Old Firehand (2008) film per la tv

### Videogiochi
- Der Schatz im Silbersee (1993) videogioco